# R136a2
R136a2 eller RMC 136a2, är en ensam stjärna och en Wolf-Rayet-stjärna belägen i Stora magellanska molnet (LMC) i södra delen av stjärnbilden Svärdfisken. Den ligger i mitten av R136, den centrala koncentrationen av stjärnor i den stora öppna stjärnhopen NGC 2070 i Tarantelnebulosan (30 Doradus). Den har en skenbar magnitud av ca 12,34 och kräver ett kraftfullt teleskop för att kunna observeras. Den beräknas befinna sig på ett avstånd av ca 163 000 ljusår (ca 50 000 parsec).

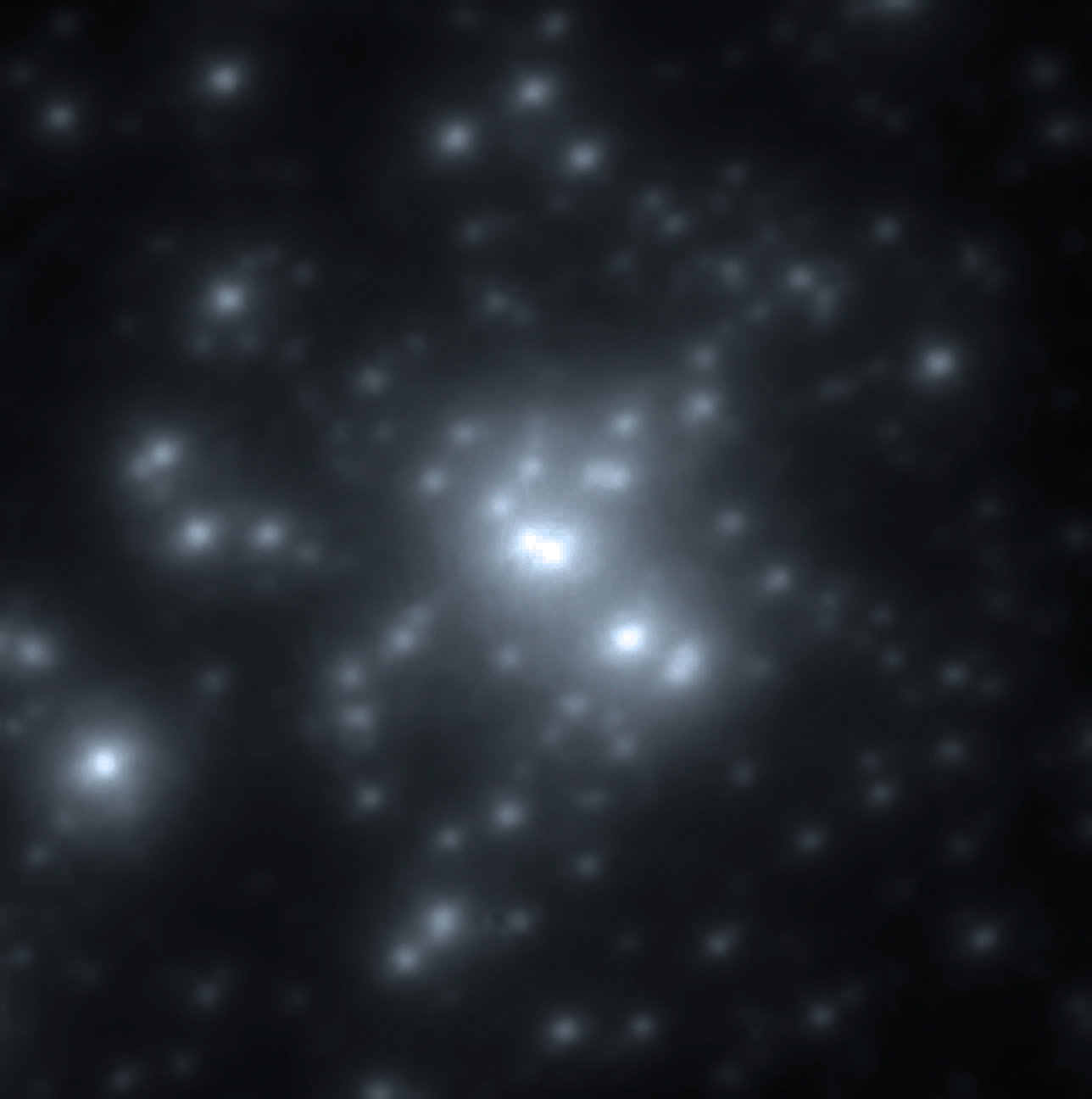
En nära-infraröd bild av R136- hopen. R136a1 och R136a2 är de två mycket nära ljusa stjärnorna i mitten, R136a2 är den svagare av de två.
Kredit: ESO/VLT

## Observation
År 1960 gjorde en grupp astronomer som arbetade vid Radcliffe-observatoriet i Pretoria systematiska mätningar av ljusstyrkan och spektra för ljusa stjärnor i Stora magellanska molnet (LMC). Bland objekten som katalogiserades var RMC 136 (Radcliffe-observatoriets Magellanic Cloud-katalognummer 136), den centrala "stjärnan" i Tarantelnebulosan, som observatörerna drog slutsatsen att förmodligen vara ett multipelstjärnsystem. Efterföljande observationer visade att R136 var belägen i mitten av ett gigantiskt område av joniserat interstellärt väte, känt som en HII-region, som var ett centrum för intensiv stjärnbildning i omedelbar närhet av de observerade stjärnorna.
I början av 1980-talet löstes R136a först upp med hjälp av fläckinterferometri i 8 komponenter. R136a2 var marginellt den näst ljusaste som hittades inom 1 bågsekund i mitten av R136-klustret. Tidigare uppskattningar om att ljusstyrkan i den centrala regionen skulle kräva så många som 30 heta stjärnor i O-klassen inom en halv parsec i mitten av stjärnhopen hade lett till spekulationer om att en stjärna flera tusen gånger solens massa var desto större trolig förklaring. Istället fann man så småningom att den bestod av ett fåtal extremt lysande stjärnor åtföljda av ett större antal heta O-stjärnor.
Att bestämma ett exakt avstånd till R136a2 är utmanande på grund av många faktorer. På det enorma avståndet till LMC är parallaxmetoden bortom gränserna för nuvarande teknik. De flesta uppskattningar antar att R136 är på samma avstånd som Stora magellanska molnet. Det mest exakta avståndet till LMC är 49,97 kpc, härlett från en jämförelse av vinkel- och linjärdimensionerna hos förmörkande dubbelstjärnor.

## Egenskaper
Liksom alla Wolf-Rayet-stjärnor, genomgår R136a2 en stor massförlust genom en snabb stjärnvind. Stjärnan förlorar 4,6 × 10 −5 solmassa per år genom en stjärnvind med en hastighet på 2 400 km/s. Stjärnans stora massa komprimerar och värmer kärnan och främjar snabb kärnfusion av väte främst genom CNO-processen, vilket leder till en ljusstyrka på 5 129 000 gånger solens. Fusionshastigheten är så stor att R136a2 på 10 sekunder producerar mer energi än vad solen gör på ett år. Den kan ha haft en massa av 221 solmassor när den föddes och förlorat så mycket som 24 solmassor under de senaste 1 till 2 miljoner åren, men eftersom nuvarande teorier tyder på att inga stjärnor kan födas över 150 solmassor kan den vara en sammanslagning av två eller flera stjärnor.
Även om stjärnan är en av de mest massiva kända har den en radie på 34,7 solradier och en volym på 41 800 solar, mycket mindre än de största stjärnorna som VY Canis Majoris. På grund av den höga temperaturen avger den det mesta av sin energi i det ultravioletta området av det elektromagnetiska spektrumet, och den visuella ljusstyrkan är bara 114 000 gånger solen (MV −7,80).